# Goran Zec
Goran Zec (Inđija, 7 settembre 1994) è un ex giocatore di football americano serbo, che ha giocato come strong safety.
Inizia a giocare nel 2007 per gli Inđija Indians (dove rimane fino al 2018, eccezion fatta per due stagioni ai Novi Sad Dukes); termina la stagione 2018 gioca nel 2019 agli Schwäbisch Hall Unicorns. Nel 2020 passa quindi ai Banja Luka Rebels ma già l'anno seguene torna in Serbia ai Beograd Vukovi. Nuovamente conclude la stagione in una seconda squadra, i Panthers Wrocław (coi quali rimane anche nel 2022) e nel 2023 passa agli Stuttgart Surge.

## Palmarès
- 1 German Bowl (Schwäbisch Hall Unicorns, 2018)
- 1 Serbian Bowl (Beograd Vukovi, 2021)